# Alexei Filipets
Alexei Filipets (Rusia, 18 de agosto de 1978) es un nadador ruso retirado especializado en pruebas de estilo libre larga distancia, donde consiguió ser medallista de bronce mundial en 2001 en los 1500 metros estilo libre.

## Carrera deportiva
En el Campeonato Mundial de Natación de 2001 celebrado en Fukuoka ganó la medalla de bronce en los 1500 metros estilo libre, con un tiempo de 15:01.43 segundos, tras el australiano Grant Hackett (oro con 14:34.56 segundos que fue récord del mundo) y el británico Graeme Smith (plata con 14:58.94 segundos).